# Ledový národ
Ledový národ (francouzsky Le Peuple des Glaces) je třetí příběh francouzského spisovatele Georgese-Jeana Arnauda ze světa Ledové společnosti vydaný v roce 1981.
Jde o postapokalyptický sci-fi román o 17 kapitolách zasazený do prostředí Nové doby ledové.
Česky vydalo knihu nakladatelství Najáda Praha v roce 1992.

## Postavy
- Floa Sadon – dcera guvernéra 17. provincie.
- Hansen – dřevorubec a majitel pily.
- Harl Mern – etnolog a ředitel ZOO. Zabýval se výzkumem Zrzavých lidí, nyní spolupracuje s Lienem Ragem při výzkumné misi.
- Jdrou – Zrzavá dívka, která zaujme Liena Raga.
- Lien Rag – hlavní postava, glaciolog nyní opět ve službách Transevropské společnosti.
- Londal – major Transevropské společnosti, vede výslech Liena Raga.
- Malcolm – seržant Transevropské společnosti, velitel hlídkového vozu PR-17.
- Omar – poručík pověřený dohledem nad Lienem Ragem během glaciologického průzkumu.
- Petr – bratr z Církve Neokatolíků.
- Rodhan – desátník, podřízený seržanta Malcolma.
- Skoll – poručík Bezpečnosti, jeho otec byl Zrzavý muž. Opět uveden do služby.
- Wissy – vojín, pověřen dohledem nad Lienem Ragem během průzkumných operací v terénu.
- Yeuze Semper – kabaretní zpěvačka a Lienova přítelkyně.

## Námět
Začala válka s Panamerickou společností. Lien Rag je opět glaciologem Transevropské společnosti, která chce využít jeho vědomostí o Zrzavých lidech. V panamerickém městečku Glass Station totiž došlo k napadení vojenského hlídkového vozu Zrzavými lidmi, kteří při útoku evidentně použili moderní zbraně.

## Děj
Transevropská společnost zahájila válku s Panamerickou společností. Samotní vojáci to považují za chybu, neboť kolují zvěsti, že Panamerická společnost je mnohem vyspělejší a disponuje obávanými zbraněmi včetně atomových.

Hlídkový vůz PR-17 pod velením seržanta Malcolma je vyslán na průzkum na území Panamerické společnosti do města Glass Station. Ve městě jsou pece na výrobu skla a další průmysl. Během postupu lehký průzkumný vůz nenarazí na žádný odpor a ani koleje nejsou podminované. Samotné město je opuštěné, celé je to velmi podezřelé. Ukáže se, že není zcela opuštěné, protože na ně zaútočí čtveřice ozbrojených Zrzavých mužů. Vojáci jsou šokováni, takový útok nečekali, Zrzavé lidi považují spíše za zvířata. Stáhnou se a podávají hlášení na vojenský štáb. Přítomný major zpočátku nevěří tvrzení seržanta o napadení Zrzavými lidmi, ale když jeho slova dosvědčí i desátník Rodhan, vydává rozkaz zajmout jednoho z nich.

Po neúspěšném boji, při němž padne několik mužů včetně seržanta Malcolma jsou zbývající vojáci nuceni opustit Glass Station.
Lien Rag opět pracuje jako glaciolog Společnosti poté, co se za něj zaručila církev Neokatolíků. Přesto mu zůstala nálepka podvratného živlu a ve vojenské jednotce na západní frontě, kde se účastní glaciologického průzkumu jej hlídá poručík Omar. Je si vědom, že svou práci musí vykonávat neomylně, i malá chyba může vést k obvinění ze sabotáže.

Jede na průzkum v malém vozítku společně s vojínem Wissym. Lien ví, že město Glass Station bylo vyhlášeno za zakázanou zónu, má v úmyslu se k němu přiblížit a zjistít více informací. Pod záminkou měření se mu podaří ošálit vojína Wissyho a dostane se až na dohled města. Záhy Wissy pochopí, o co Lienovi jde a přinutí jej nastoupit. Právě včas, neboť se k nim blíží nepřátelská drezína. Vojín Wissy naklade miny a oba odjíždějí směrem k hlavní soupravě. Lien stačí v dalekohledu zaregistrovat, že posádku drezíny tvoří Zrzaví lidé. Je tím otřesen, tohle může znamenat katastrofu, pokud by se to dozvěděla veřejnost. Mohlo by to zvednout vlnu rasismu vůči těmto lidem. Rozhodne se o tom pomlčet.

Je předveden k výslechu, který vede major Londal. Ačkoliv se snaží zapírat, major je velmi zkušený a obratnou rétorikou dostane z glaciologa to, co ho zajímá. Společnost chce vědět o Zrzavých lidech více informací a k tomu hodlá využít jak Liena, tak i Harla Merna a propuštěného poručíka Skolla.
Lien Rag projednává v hotelovém pokoji příhraničního města Transit Station svou situaci s Yeuze. Voják mu oznámí, že se má dostavit k majorovi Londalovi. Tam se setká ke svému potěšení s Harlem Mernem. Přidá se k rozhovoru a společně probírají aktuální události. Glaciolog Rag navrhne začít pozorování s dr. Mernem. Major jim přidělí vojenský lokotraktor.

Při první vyjížďce nemají úspěch. Další den se vydají do oblasti, která není pod vojenskou kontrolou a narazí na první Zrzavé lidi. Vědci jim nabídnou maso a tak usnadní kontakt. Liena přitahuje jedna mladá Zrzavá dívka. Zatouží se s ní pomilovat, i když to je vyloučené. Dívka se jej nebojí a jeví určitý zájem. Lien zjistí, že se jmenuje Jdrou.

Další den se k nim připojí poručík Skoll. Skupina Zrzavých se přesunula 100 km ke křižovatce tratí. Jdrou pozná přijíždějící stroj a vítá Liena. Dává najevo svůj sexuální zájem. Skoll nesouhlasí a dává to Lienovi najevo, dítě by totiž bylo v jejich komunitě velmi znevýhodněno, pravděpodobně by nepřežilo.

Vrací se zpět do Transit Station, kde se dozvídají o napadení železničního torpédoborce dvacítkou Zrzavých lidí.
Další výpravu směrují k zamrzlému jezeru na území bývalého Švédska, kdy by mohli přistihnout některý z kmenů Zrzavých při rybolovu. Mapu obstaral doktor Mern. Na průzkum se vydává Lien se Skollem. Objeví proláklinu, zde Zrzaví lidé rybaří. Dokonce jsou schopni se potopit do vody a nahánět ryby k sítím. V ledové depresi stojí zaparkované i reaktorové saně, Lien má podezření na Neokatolíky. Že by dokonce bratr Petr, ten fanatik s povahou inkvizitora? Zdá se, že Neokatolíci jsou oním původcem migrace Zrzavých lidí na sever.

Yueze opouští s kabaretem Transit Station. Lien ji stále miluje, ale často myslí na Jdrou. Ve svých snech se touží proměnit v Ledového muže, putovat s dívkou napříč zamrzlou krajinou a užívat svobody.

V kostelech ve válečné oblasti mezitím neokatoličtí kněží označují Zrzavé lidi za zlo.
Major Londal naplánoval vědcům a poručíku Skollovi expedici do Glass Station, čili do nepřátelského města. K dispozici dostanou zcela nový moderní stroj schopný dosahovat vysokých rychlostí. Po několikadenním cestování se blíží ke Glass Station. Spatří ozbrojené Zrzavé lidi a Skoll se ujme vyjednávání. Dozví se, že nespadají pod velení Panamerické společnosti, nýbrž tvoří vlastní jednotky. Chtějí získat území mezi těmito Společnostmi a právě přípravy na válku ze strany Transevropské společnosti jim poskytly záminku k bojovým akcím.
Skoll se připojí ke kmenům a informuje své přátele, že se rozhodl zůstat. O něčem takovém snil. Lien Rag a Harl Mern jsou zatím pod zámkem v lokocaru a mají možnost pozorovat život civilizovaných Zrzavých lidí. Vydedukují si, že za tím vším stojí církev Neokatolíků, která je hodlá zneužít ke svým cílům. To pro ně však může mít nedozírné následky, už teď se příležitostně vyskytují projevy agrese vůči Zrzavým podél tratí či u kopulí měst.

Lien a Harl jsou propuštěni jako vyjednavači. Zrzaví chtějí svůj vlastní stát a zastavení válečných akcí proti nim. Také přesun dalších bratrstev na jejich nové území. S těmito požadavky odjíždějí vědci za majorem Londalem.

Ten je postoupí svým nadřízeným a dále jim nevěnuje velkou pozornost přes naléhání glaciologa Raga. Více jej zajímá, co způsobuje nestabilitu ledu, což je jedna z tajných vědomostí Zrzavých lidí. Lien Rag provede průzkum místa poblíž potopeného těžkého křižníku a najde příčinu.
Yeuze se opět setká s Lienem a vycítí ochladnutí jeho zájmu. Řekne mu, kam odjíždí a on ji nechá jet. Stále myslí na Jdrou a na možnost, jak ji najít. Nakonec se mu to podaří i díky pomoci svého přítele etnologa Merna. Od majora Londala dostane deset dní na uskutečnění svého pátrání a také poukázky na zásoby a palivo výměnou za spolupráci při řešení komplikovaného problému s nestabilním ledem.
Na severu se farmáři chovají k Zrzavým lidem ještě slušně a jeden z nich, Hansen, je ochoten zaměstnat celou skupinu. Lien se nemůže nabažit Jdrou a přemlouvá ji, aby ona i celý kmen odešel s ním k Hansenovi. Podaří se mu ji přesvědčit a sám přemýšlí, co dál. Má se vrátit do Transit Station za majorem a svými povinnostmi, nebo dezertovat a vybrat si život s Jdrou? Rozhodné se pro druhou variantu.